# Хруатфонтейн
Хруатфонтейн (афр. Grootfontein, афр. вимова: [χrʊətfɔntɛin]) — місто в Намібії.

## Географія
Місто Хруатфонтейн розташоване у північно-західній частині Намібії, на висоті 1460 метрів над рівнем моря, у горах Отаві. Спільно з містами Отаві і Цумеб, Хрутфонтейн утворює так званий «трикутник Отаві» - розвинутий сільськогосподарський район в горах Отаві, де щорічно випадає не менше 500 мм опадів.

## Економіка
Хруатфонтейн адміністративно входить в область Очосондьюпа і є в ній центром одного з округів (виборчих районів). Чисельність населення міста дорівнює 29000 осіб (на 2010), площа округу Хруатфонтейн дорівнює 26 520 км², кількість жителів округу - близько 345 тисяч осіб, переважно належать до народностей дамара і гереро. Основними статтями економіки округу Хруатфонтейн є видобуток міді та мідеплавильна промисловість, а також розведення великої рогатої худоби. Головними пам'ятками міста вважаються печера Драхенхаухлох де зберігається 60-тонний метеорит Гоба.

## Історія
Хруатфонтейн був заснований в 1885 році групою з 40 бурських сімей-переселенців, що прибували сюди після тривалого треку з Трансвааля через Південну Африку і Анголу, і що відвоювали цю землю у місцевих племен овамбо. В 1895 році місто переходить у відання спільної англо-германської гірничодобувної компанії. У тому ж році тут розміщується німецький військовий загін і будується форт, у будівлі якого нині знаходиться міський музей.
Під час повстання гереро в 1904 року в районі Хруатфонтейна (за 20 кілометрів від міста) німці розбили один із загонів повсталих, які розорили ряд навколишніх ферм і вбивали німецьких переселенців. У червні 1915 року, під час Першої світової війни місто, колишній останній оплот німецьких військ в Південно-Західній Африці, був зайнятий південноафриканської армією. В 1947 році Хруатфонтейн отримує статус міста.

## Міста-партнери
- Сучжоу